# Adıyaman (provins)
Adıyaman (på kurdiska Semsûr) är en provins i Turkiet. Provinsens huvudstad är Adıyaman. En annan stor stad är Kahta. Trakten är mycket bergig och där återfinns bland annat det 2 100 meter höga, världsarvslistade berget Nemrut Dağı. I provinsens södra del finns också den stora Atatürkdammen som dämmer upp Eufrat.
Befolkningen på cirka 600 000 invånare består främst av kurder och kurdiska är, vid sidan om turkiska, ett viktigt språk i området.

## Administrativ indelning
Provinsen är uppdelad i nio distrikt (kurdiskt namn inom parentes):
- Besni, Çelikhan (Çêlikan), Gerger (Aldûs), Gölbaşı (Serê Golan), Kahta (Kolik), Merkez (Semsûr), Samsat (Semsat), Sincik, Tut.

Staden Adıyaman ligger i distriktet Merkez (som är ett namn på många distrikt i Turkiet; merkez betyder ungefär centrum).